# 厲公 (鄭)
厲公（れいこう、紀元前?年 - 紀元前673年）は、鄭の第5代および第9代君主。荘公の三男で昭公の弟。子元とも呼ばれる。

## 生涯
荘公と雍姞の間に生まれる。
荘公43年（前701年）5月、荘公が薨去したため、太子忽が立って鄭君（以降は昭公と表記）となった。一方、異母弟の突（とつ）の母である雍姞（ようきつ）は宋の外様貴族出身であったため、宋の荘公と親交があった。9月、宋の荘公は鄭の祭仲が昭公を鄭君に立てたと聞くと、祭仲と公子突を召して捕え、祭仲には公子突を立てるよう要求し、公子突には賄賂を要求した。祭中はやむなく承諾し、帰国するなり公子突を立てて鄭君（以降は厲公と表記）とした。これによって昭公は鄭を出て衛に亡命した。
厲公元年（前700年）11月、厲公は魯の桓公と会合し、武父（ぶほ：鄭の地）で盟を結んだ。翌年（前699年）2月、宋の荘公があまりにも多くの賄賂を要求してきたので、厲公は魯・紀とともに斉・宋・衛・燕の4カ国と戦い、勝利した。
厲公3年（前698年）5月、厲公は弟の語（子人）を魯へ派遣して盟を結ばせた。12月、前年の報復として宋が斉・衛・陳とともに攻めてきた。宋連合軍は鄭の渠門を焼き、大逵（広道）にまで攻め込んだ。また、東の牛首（鄭の邑）を占領し、大宮（祖廟）の椽（たるき）を持って帰り、宋の盧門の椽に使用した。
厲公4年（前697年）、祭仲が国政をほしいままにしたため、厲公はこのことを憂い、密かに祭仲の娘婿である雍糾に祭仲を殺させようとした。しかし、この事が祭仲に漏れて雍糾は殺されてしまう。5月、厲公は蔡に出奔し、6月、兄の昭公が祭仲に迎えられ、ふたたび位に就いた。9月、厲公は櫟（れき：鄭の別都）に入り、櫟の大夫である単伯（檀伯）を殺し、櫟に居付いた。その間、鄭の中央では昭公、鄭公亹（び）、鄭公嬰（えい）（鄭子）が目まぐるしく即位していた。
鄭子14年（前680年）夏、厲公は櫟から兵を出して鄭に侵攻し、大夫の傅瑕（ふか）を捕えた。傅瑕は厲公に命乞いをし、「私を許してくだされば、あなたを鄭君に迎えましょう」と言った。そこで厲公は傅瑕に鄭子を殺すよう命じ、鄭子とその2子を殺させた。これによって厲公はふたたび鄭君となったが、さっそく恩人である傅瑕を殺した。
厲公後元年（前679年）春、斉の桓公が初めて覇者となり、斉・宋・陳・衛・鄭の5ヶ国が鄄（いん：衛の地）で会合した。秋、鄭は宋が郳（げい）を攻撃しているすきに宋へ侵攻した。翌年（前678年）夏、その報復として宋・斉・衛が鄭を攻撃してきた。
厲公後6年（前674年）、周の恵王が叔父の王子頽と対立し、鄭に援助を求めてきたので、厲公は出兵して王子頽を攻撃した。しかし勝つことができず、厲公は恵王を収容して帰還し、櫟に住まわせた。翌年（前673年）春、厲公は虢叔と協力して王子頽を誅殺し、恵王を復位させた。その年の5月、厲公が薨去し、子の踕（しょう）が立って鄭君（文公）となった。

## 参考資料
- 『春秋左氏伝』（桓公十一年～十五年、荘公十四年～十六年、二十年、二十一年）
- 『史記』（鄭世家第十二）